# Desviaron un avión hacia Cuba / Pensamiento del enano maldito
Desviaron un avión hacia Cuba / Pensamiento del enano maldito es un EP del músico chileno Nano Parra, hijo de Hilda Parra y sobrino de Violeta Parra, lanzado en 1971 por el sello discográfico DICAP.
El título del lado B está inspirado en la caricatura El Enano Maldito, cuyas tiras cómicas fueron publicadas en el periódico Puro Chile entre 1970 y 1973. Ese mismo año el grupo Quilapayún lanza un sencillo inspirado en el mismo personaje: El enano maldito acota..., el cual aparecería en 1973 en su álbum La fragua.

## Lista de canciones
| Lado A |                                 |          |  |
| N.º    | Título                          | Duración |  |
| 1.     | «Desviaron un avión hacia Cuba» |          |  |
| 2.     | «Chico Allende Choriflay»       |          |  |

| Lado B |                                 |          |  |
| N.º    | Título                          | Duración |  |
| 3.     | «Pensamiento del enano maldito» |          |  |
| 4.     | «El pueblo de la mano»          |          |  |